# 1986年萊索托政變
1986年萊索托政變，是發生於1986年1月20日在萊索托的軍事政變，由賈斯汀·萊哈尼亞將軍領導。它導致了總理萊布阿·喬納森被罷免，他自1965年以來一直擔任該職位，並在1970年大選被取消後的政變中獨攬權力。
萊哈尼亞將軍宣佈成立軍事委員會，該委員會將以國王莫舒舒二世的名義行使所有行政和立法權力。最終，萊品尼亞和國王之間展開了權力鬥爭，國王於1990年2月被迫流亡英國，並於同年12月正式被廢黜。
但萊哈尼亞本人在5年後被埃利亞斯·菲索阿納·拉馬埃馬上校領導的另一次政變推翻。